# David z Himmerodu
Blahoslavený David z Himmerodu, O.Cist. byl cisterciácký mnich a mystik. Katolická církev jej uctívá jako blahoslaveného.

## Život
Narodil se kolem roku 1110 ve Florencii a v roce 1131 vstoupil do kláštera v Clairvaux. O tři roky později jej sv. Bernard z Clairvaux poslal se zakladatelskou skupinou mnichů do Himmerodu k založení nového kláštera. David byl dle legendy nepevného fyzického zdraví. Již za svého života považován za světce a za příklad mnišského života. Proslul rovněž mystickými zážitky (např. v mystickém vytržení levitoval) a léčitelskými schopnostmi. Záhy po své smrti byl vzýván jako přímluvce za šťastné narození dětí. Roku 1699 byl cisterciáckou generální kapitulou uznán jeho kult jako blahoslaveného.